# Cego
CEGO A/S  er en dansk software- og spiludviklingsvirksomhed, som beskæftiger sig primært med udvikling af casual onlinespil, communitybaserede spil og spiludvikling i det hele taget.
Virksomheden blev grundlagt den 26. juni 2000 af Jacob Frederik Christensen, og startede med udvikling og drift af online spillesiden komogvind.dk, og er i dag Danmarks største site for casual gaming.
I forbindelse med liberaliseringen af spillemarkedet i 2012, købte iværksætteren Mads Veiby sig i 2011 ind i virksomheden, og som de første erhvervede CEGO A/S en femårig spillelicens med spilportalen spilnu.dk. 
Danske Spil A/S købte i 2014 60 % af aktierne i CEGO A/S, og den resterende ejerkreds udgøres af Mads Peter Veiby og af brødrene Jacob Frederik Christensen og Anders Gautier Christensen.
CEGO A/S har hovedsæde i KMD-bygningen i Aalborg og beskæftiger omkring 100 mennesker. Produkterne markedsføres og drives via egne sites og gennem hovedaktionæren Danske Spil.

## Spilnu
Spilnu.dk er et datterselskab, der driver en online spilportal med poker, kasino, skrabelod, sportsspil, live betting og spillemaskiner på det danske marked.
I 2018 opnåede Spilnu.dk A/S et resultat efter skat på 77,4 millioner DKK., og de sidste fem år har virksomheden haft et resultat på 320 millioner kroner efter skat
CEGO lancerede Spilnu.dk den 10. oktober 2011, og den 2. januar 2012 trådte virksomheden officielt ind på markedet, blot én dag efter liberaliseringen af spillemarkedet trådte i kraft den 1. januar 2012. Spilnu.dk var således blandt de første danske private spillevirksomheder, som fik udstedt licens til at operere af Spillemyndigheden.